# Frederic de Namur
Frederic de Namur també anomenat Frederic de Lieja (Namur, segle xi - Lieja, 2 de maig de 1121) fou príncep-bisbe del principat de Lieja de 1119 a 1121. És venerat com a sant per certes confessions catòliques.
Frederic era el tercer fill del comte Albert III de Namur i d'una dona de qui només se'n coneix el nom, Ida. Després de la mort del seu predecessor Otbert, el capítol de la catedral de Sant Lambert va preferir-lo a l'altre candidat, l'ardiaca Alexandre de Jülich, fill del comte Gerard III de Jülich, i el va nomenar bisbe. El papa Calixt II va confirmar la decisió. Alexandre, però, va aixecar un exèrcit per a combatre el seu rival; el rebel va perdre el combat i va haver de jurar que mai no aspiraria a ésser príncep-bisbe.
A la seva mort, la seva despulla hauria tingut un color blau i els seus ulls desorbitaven. Es pensà que havia estat entuixegat per causa de la seva fe, potser per ordre del comte de Lovaina. Per això, els catòlics el consideren com un màrtir i un sant. El seu dies natalis se celebra el 27 de maig.